# Meccanica (fisica)

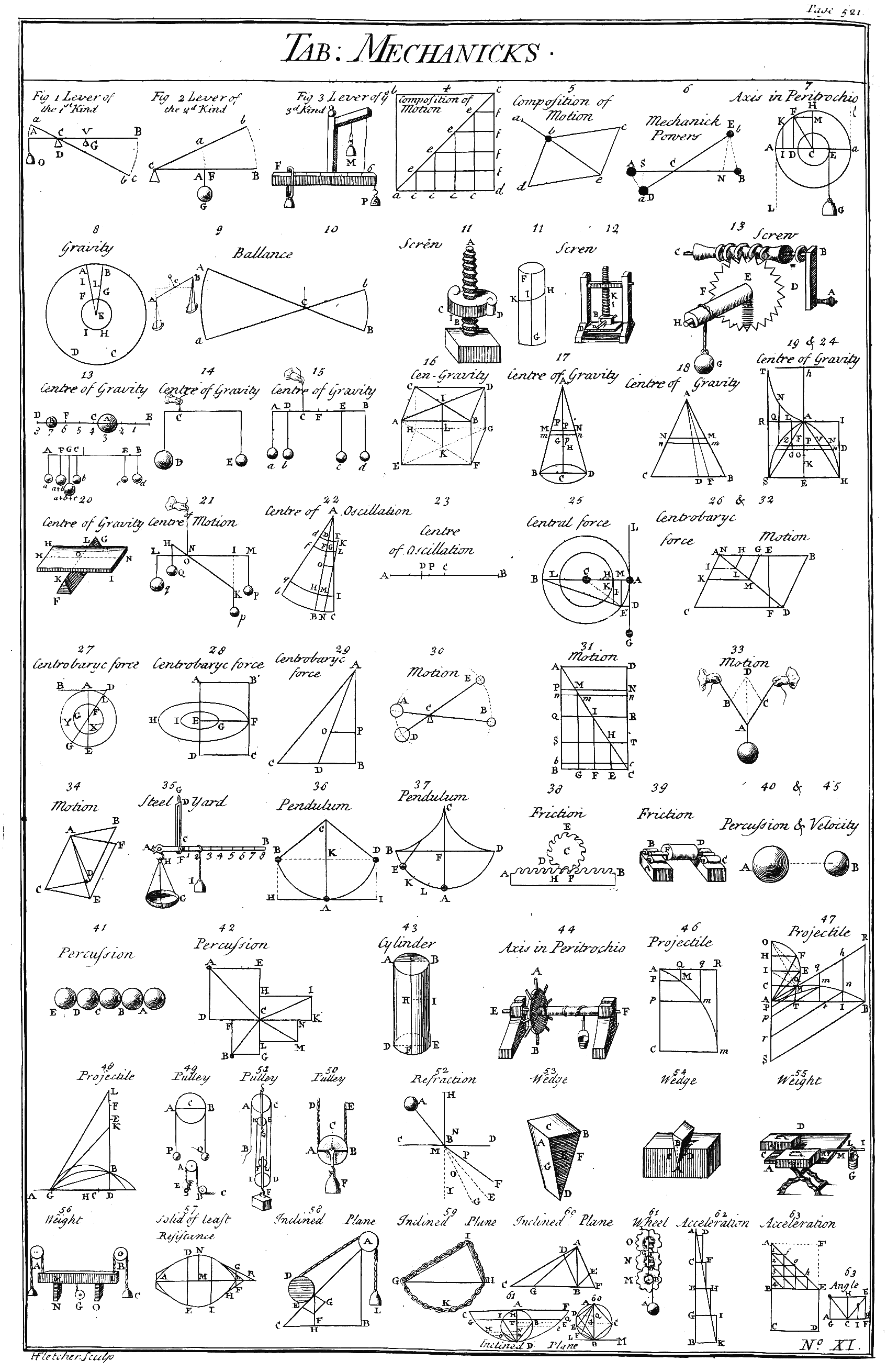
Illustrazioni di meccanica in una enciclopedia del 1728.

La meccanica è la branca della fisica che descrive il movimento dei corpi materiali.
In base alle caratteristiche fisiche della materia studiata, sono state formulate diverse teorie che si suddividono principalmente in:
- Meccanica classica
- Meccanica statistica
- Meccanica relativistica
- Meccanica quantistica

La meccanica classica descrive in modo sostanzialmente accurato gran parte dei fenomeni meccanici osservabili direttamente nella nostra vita quotidiana. Alcune delle sue principali branche di applicazione sono la meccanica celeste, la meccanica del suono, ma quella più rilevante, dalla quale discendono anche la meccanica dei solidi e la meccanica dei fluidi, è senz'altro la meccanica del continuo, basata sull'ipotesi del corpo continuo, il cui campo di validità è definito dal numero di Knudsen. Qualora tale ipotesi non possa essere applicata, si possono utilizzare i principi della meccanica statistica, di cui fa parte la termodinamica.
Si osserva invece una considerevole discrepanza fra le previsioni della meccanica classica e gli esperimenti sia per sistemi nei quali le velocità in gioco sono paragonabili con la velocità della luce e sia per sistemi di dimensioni spaziali paragonabili a quelle atomiche o molecolari, per i quali la costante fondamentale con cui confrontarsi è la costante di Planck. In questi casi la meccanica classica viene sostituita rispettivamente dalla meccanica relativistica e dalla meccanica quantistica.

## Discipline della meccanica
- Meccanica classica
  - Meccanica newtoniana
    - Cinematica
    - Dinamica
    - Statica

  - Meccanica razionale
    - Meccanica lagrangiana
    - Meccanica hamiltoniana

  - Meccanica del continuo
    - Meccanica dei solidi
      - Meccanica dei materiali
      - Meccanica delle strutture
        - Meccanica del contatto
        - Meccanica della frattura

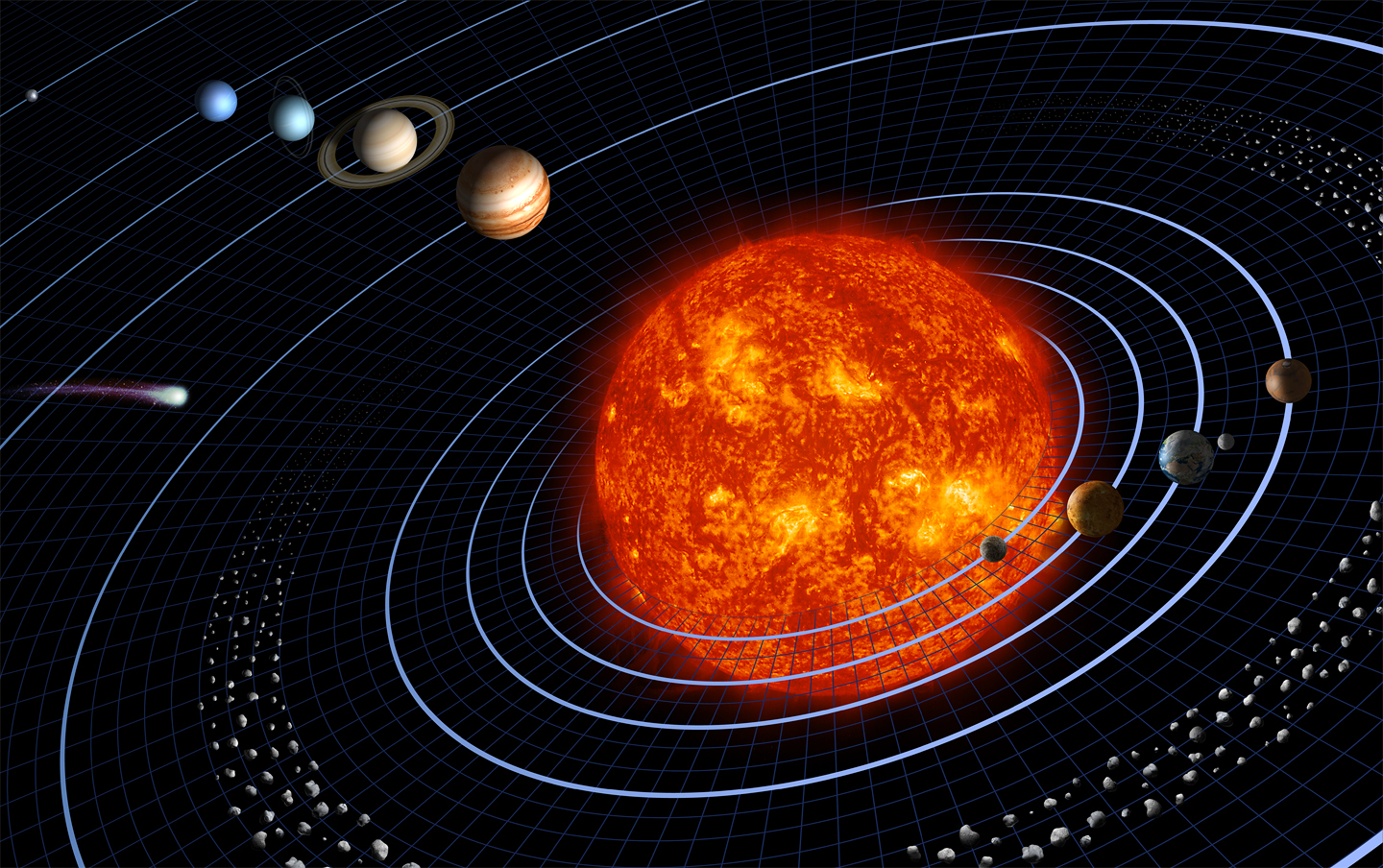
Gravitazione

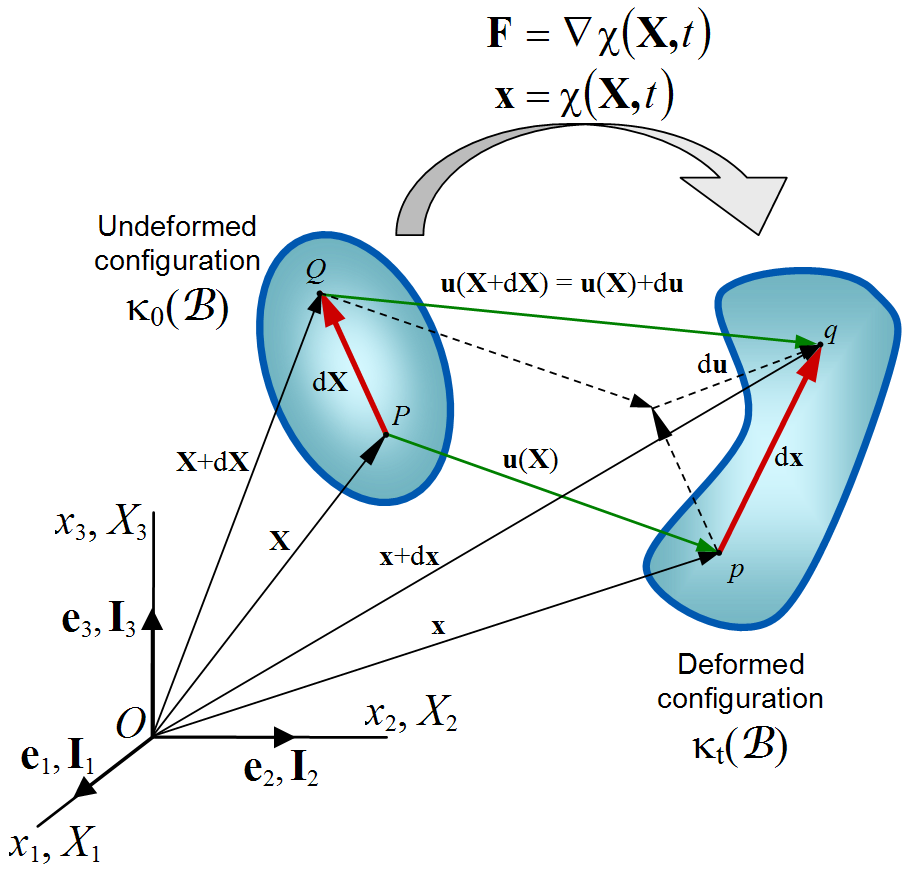
Meccanica dei solidi

      - Meccanica applicata alle macchine

    - Meccanica dei fluidi
      - Idrostatica
      - Idrodinamica
      - Fluidodinamica

    - Meccanica del suono

  - Meccatronica
  - Biomeccanica
  - Meccanica celeste
    - Astrodinamica
- Meccanica statistica
- Meccanica relativistica
  - Cinematica relativistica
  - Gravitazione
- Meccanica quantistica